# Zuia
Zuia község Spanyolországban, Arabában. Lakosainak száma 2372 fő (2024).

## Földrajza
Zuia Urkabustaiz, Amurrio, Zigoitia, Vitoria-Gasteiz, Kuartango, Orozko és Zeanuri községekkel határos.

## Népesség
A település lakosságának változását az alábbi diagram mutatja:
| Lakosok száma | 1828 | 2219 | 2329 | 2390 | 2424 | 2427 | 2349 | 2302 | 2318 | 2372 |
|               | 2001 | 2004 | 2006 | 2009 | 2011 | 2014 | 2016 | 2019 | 2021 | 2024 |